# Solenopsis delta
Solenopsis delta är en myrart som först beskrevs av Bernard 1978.  Solenopsis delta ingår i släktet eldmyror, och familjen myror. Inga underarter finns listade i Catalogue of Life.